# Hilfswilliger

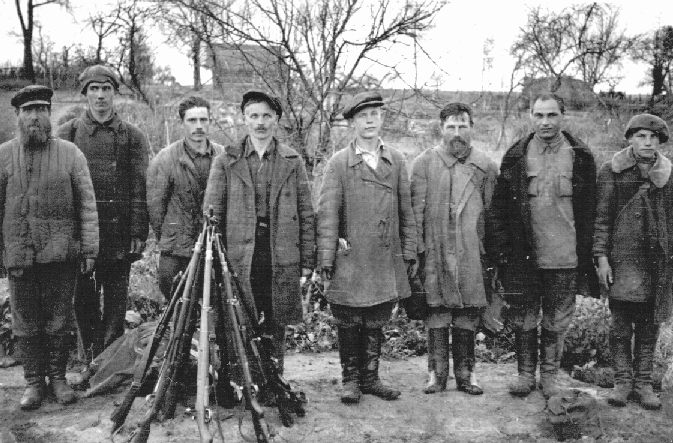
Antisowjetische russische Partisanenjäger, Oblast Nowgorod (UdSSR) 1942

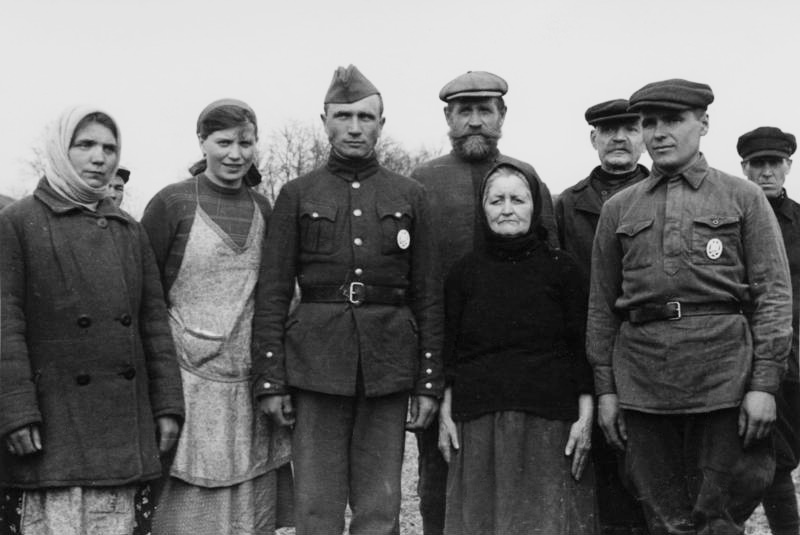
Zwei Hiwis der Wehrmacht ausgezeichnet mit dem Sturmabzeichen, Januar 1942

Als Hilfswilliger, kurz HIWI (auch HiWi oder Hiwi), wurden während des Zweiten Weltkrieges Hilfskräfte in der deutschen Wehrmacht und der SS bezeichnet, die aus den Reihen der Bevölkerung im besetzten Gebiet der Sowjetunion rekrutiert worden waren.

## Historische Verwendung der Bezeichnung
Die „Hilfswilligen“ waren nach dem Überfall auf die Sowjetunion 1941 ehemalige Rotarmisten, die anfangs innerhalb deutscher Formationen der Wehrmacht zur Errichtung von Verteidigungsanlagen und anderen Arbeiten eingesetzt wurden. Für sie bot sich damit eine Möglichkeit, den katastrophalen Bedingungen in den Gefangenenlagern zu entkommen und zu überleben. Als die deutschen Verbände an der Ostfront zunehmend schwächer wurden, wurden die Hilfswilligen vor allem im Bereich der Heeresgruppe Mitte auch in bewaffneten Einheiten eingesetzt, allerdings vorwiegend mit Besatzungsaufgaben.
Etwa 800.000 bis eine Million Einwohner der Sowjetunion, auch aus der Zivilbevölkerung, dienten in Verbänden der Wehrmacht, rund 200.000 waren im Polizeidienst tätig. Weitere Hunderttausende Sowjetbürger arbeiteten für die Besatzungsmacht in deutschen Verwaltungsstellen, in Wirtschaftsbetrieben, als LKW-Fahrer und Transportarbeiter in der Legion Speer oder bei der Reichsbahn. Unter den Bedingungen eines „Vernichtungskrieges“ ist es dabei schwierig, zwischen tatsächlich vorhandener, rein freiwilliger Kollaborationsbereitschaft und einer quasi Zwangsarbeit zu differenzieren. Die Hilfswilligen stammten hauptsächlich aus der Ukraine, aus Weißrussland und dem Kaukasus.
Während sowjetische Bürger zunächst nur unbewaffnete Hilfsdienste für die deutsche Besatzungsmacht leisteten, wurden sie angesichts des deutschen Rückzugs immer mehr in die Besatzungseinheiten der Wehrmacht eingegliedert, bis hin zur aktiven Teilnahme an der Vernichtung der Juden und der von der deutschen Heeresleitung angeordneten Partisanenbekämpfung. Im Jahr 1943 wurden aus „Freiwilligen“ die Ostlegionen gebildet, doch erst 1944 wurde der vereinzelt tatsächlich vorhandene Widerstandswillen gegen die sowjetische Herrschaft in einer Russischen Befreiungsarmee (ROA, Wlassow-Armee) gebündelt.

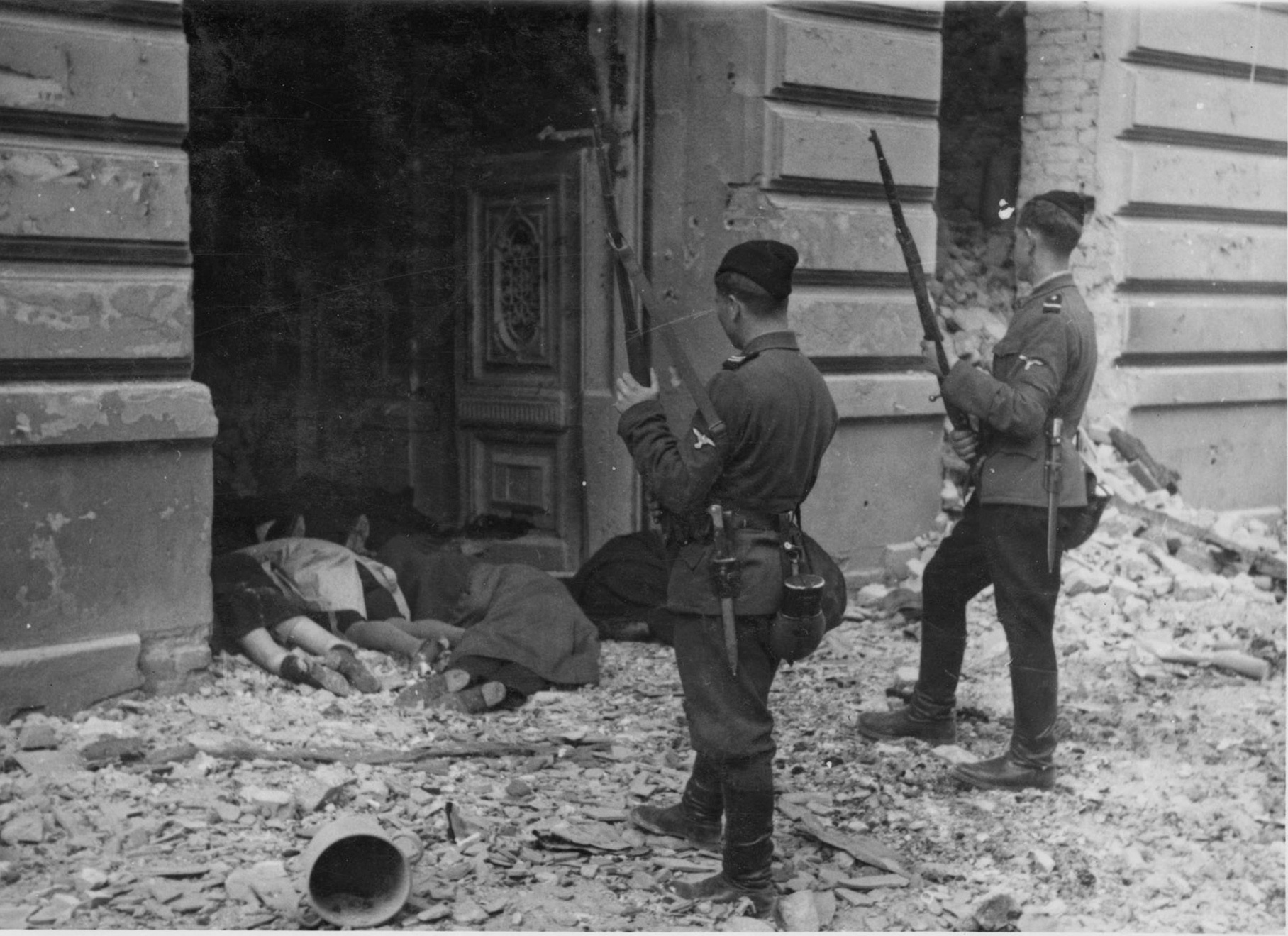
Trawniki 1943 als Hilfstruppen bei der Vernichtung des Warschauer Ghettos, Abbildung im „Stroop-Bericht“

Seit 1941 wurden im SS-Ausbildungs- und Arbeitslager Trawniki zur Durchführung des Völkermords an den Juden Hilfswillige ausgebildet. Diese „Trawniki-Männer“, „Trawniki“, „Askaris“, deren Zahl auf 4000 bis 5000 geschätzt wird, kamen vor allem aus der Ukraine und aus dem Baltikum.

## Heutige Verwendung
Am Ende der Zeit des Nationalsozialismus beendete die Kapitulation der Wehrmacht alle Arbeitsverhältnisse. Die Bezeichnung „Hilfswilliger“ blieb nach 1945 ohne militärischen Hintergrund und überwiegend in der abgekürzten Form der deutschen Sprache erhalten. Insbesondere werden studentische und wissenschaftliche Hilfskräfte im deutschen Hochschulbetrieb weiterhin umgangssprachlich als Hiwis (Hilfswissenschaftler) bezeichnet, außerdem zum Beispiel Helfer im Baugewerbe.